# Mireia Boya e Busquet
Mireia Boya e Busquet   (Sent Gaudenç, 28 de juliol de 1979) és una ambientòloga i política occitana resident a Catalunya.

## Biografia
Boya és llicenciada en Ciències Ambientals per la Universitat Autònoma de Barcelona i doctora en Gestió i Ordenació del territori per la Universitat de Mont-real. En l'àmbit professional, és consultora i professora associada del Departament d'Humanitats de la Universitat Pompeu Fabra. És germana de Jusèp Boya i filla de Maria Pilar Busquet, primera síndica d'Aran després de la recuperació de les institucions democràtiques a la Vall d'Aran.
Cofundadora i excoordinadora de l'Assemblea Nacional Catalana a Vall d'Aran i regidora a l'Ajuntament de Les fins al 2016 per la formació assembleària occitanista Corròp. De cara les eleccions al Parlament de Catalunya de 2015, va ser candidata de la Candidatura d'Unitat Popular - Crida Constituent a la circumscripció de Lleida després de ser escollida en primàries al segon lloc de la llista. El gener de 2016, va esdevenir diputada després de la dimissió de Ramon Usall per raons personals.
A les eleccions al Parlament de Catalunya de 2017 es va presentar com a cap de llista de la circumscripció de Lleida per a la Candidatura d'Unitat Popular (CUP). El 27 de març del 2019 va anunciar que deixava la secretaria nacional de la CUP per l'«agressió psicològica» d'un company de partit al Parlament que en el moment de l'anunci només era militant però de qui no va revelar la identitat. El 2020 va publicar el llibre Trencar el silenci (Ara Llibres), en el qual explica la seva vessant política i com va viure la mort de la seva mare, va analitzar la seva vida personal i com la va afectar el masclisme que havia patit en primera persona, i va declarar que un any abans li diagnosticaren esclerosi múltiple, motiu pel qual defensaria també la legislació de l'eutanàsia i el dret a una mort digna.
El juliol de 2020, el Tribunal Superior de Justícia de Catalunya va jutjar-la per desobediència en relació al referèndum sobre la independència de Catalunya de 2017. Finalment va ser absolta en «no ser advertida personalment pel Tribunal Constitucional ni tenir una posició decisòria o d'intervenció».
El juny de 2022, Boya va donar de baixa la seva militància de la CUP per la «mala gestió» del seu cas de maltractament psicològic en què el company de partit no havia estat apartat malgrat la seva petició. L'octubre de 2022 va ser nomenada directora general de Qualitat Ambiental i Canvi Climàtic del govern de Pere Aragonès.